# Gáspár Tamás (grafikus)
Gáspár Tamás (Budapest, 1974. május 4. –) magyar grafikus, képregényrajzoló.
A Magyar Iparművészeti Egyetemen végzett, reklámgrafikusként dolgozik. A Magyar Képregény Akadémia alkotócsoport tagja. 2008-ban Alfabéta-díjat kapott Parlamenti túlóra című képregényért.

## Képregények
- Hóhányók (Tiszta Dili 18-19, 1996)
- Alternatív mesék (Tiszta Dili 21-23, 1997)
- A torony (Pinkhell 0, 2005)
- Micsoda Flash! (írta Ábrai Barnabás, Sushi Strip 2, 2006; újrakiadás Eduárd fapados képregényújság 9, 2007)
- Királylány (írta Király Levente ötlete alapján Ábrai Barnabás, Pinkhell 2, 2006)
- 10 perc (írta Zorro de Bianco, Pinkhell 2, 2006)
- Parlamenti túlóra (írta Szabó Jenő, Pinkhell 4, 2007)

## Könyv
- Cserkuti Dávid-Gáspár Tamás: Unicum-illusztrációk (Képes Kiadó, 2007. december).